# (4687) Brunsandrej
(4687) Brunsandrej es un asteroide perteneciente al cinturón de asteroides, descubierto el 24 de septiembre de 1979 por Nikolái Stepánovich Chernyj desde el Observatorio Astrofísico de Crimea (República de Crimea).

## Designación y nombre
Designado provisionalmente como 1979 SJ11. Fue nombrado Brunsandrej en honor al astrónomo soviético ruso Andrei Vladimirovich Bruns.